# تسیس
تسیس یک منطقه شهرداری در ایالت چوک در کشور ایالات فدرال میکرونزی است.